# Блендувська пустеля
Блендувська пустеля або Блендовська пустеля (пол. Pustynia Błędowska) — найбільша в Польщі площа, вкрита летючими пісками (близько 32 км²), що лежить на межі Сілезької та Візинської височин.
Пустеля простягається від Блендува (частини міста Домброва-Гурнича в Домбровському гірському районі) на заході до гміни Ключе на сході. Північна межа пустелі знаходиться в селі Хехло, а на півдні вона межує з обширним лісовим масивом. Довжина пустелі не досягає 10 км, а ширина — менше 4 км. Середня товщина піскового шару складає 40 м (максимальна — до 70 м). Через пустелю, зі сходу на захід, тече річка Біла Пшемша.
Територія Блендувської пустелі знаходилася під охороною в рамках програми Life+, яка тривала до 30 листопада 2014 року. Метою проєкту було досягнення сприятливого природоохоронного статусу найбільшого польського природного пустельного комплексу з двох середовищ: термофільних лук та внутрішніх дюн.

## Генезис
Пустеля в її нинішньому вигляді має антропогенне походження. У результаті активної сільськогосподарської діяльності місцевих жителів, рівень підземних вод впав настільки, що це призвело до загибелі рослин. У поєднанні з інтенсивною експлуатацією лісів для потреб гірничодобувної промисловості та металургії, що розвивалися в цьому регіоні від початку середньовіччя, це призвело до відкриття близько 150 км² пісків (товщина шару до 60 м), до того ж територія пустелі розрослася і далеко на південь, аж до околиць Щакова.

## Використання
З початку XX століття пустелю використовували як навчальний полігон. Під час Другої світової війни перед битвою при Кживоплотами тут дислокувався допоміжний батальйон піхоти легіонерів. У міжвоєнний період ця територія використовувалася для навчань Корпусу «Nr V» Краківського військового округу, а під час Другої світової війни пустеля служила полігоном для німецьких корпусів «Afrika Korps» та німецьким літовищем бази Удетфельд, що біля Севежа. Нині тільки північна частина пустелі використовується як військовий полігон. Зі сторони Хехла та верхнього Чубатце в Клучах колись розташовувались командні позиції, але з огляду на можливість завалення, руїни було знесено.
У Блендувській пустелі було відзнято деякі кадри стрічки «Фараон» Болеслава Пруса.

## Туризм
Блендувська пустеля — популярний туристичний напрямок для піших та кінних мандрівок: Блендув сполучений із Ключами жовтим туристичним шляхом, що називається «Пустельний шлях». По пустелі також пролягає помаранчевий кінний туристичний шлях «Трансюрайський кінний шлях», що проходить у бік Хехло (через переправу на Білій Пшемші). Наразі шлях закритий через втручання Міністерства національної оборони Польщі.
Популяризацією та охороною пустелі займається товариство «Польська Сахара».